# 英国管

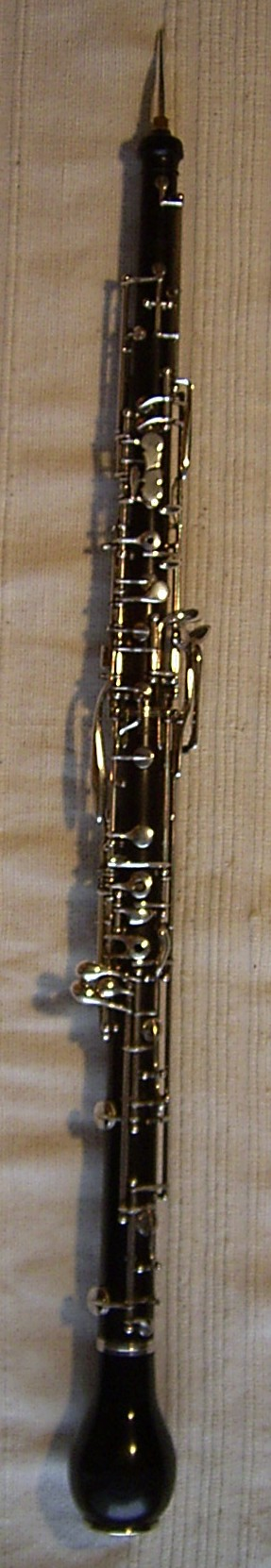
现代的英国管

英國管是木管樂器，屬於雙簧管體系中的一種變種。它的前身極有可能是從古式狩獵雙簧管發展而成，18世紀前期，有人嘗試在狩獵雙簧管的底部加上一個球狀的喇叭口，便成為了現代英國管的雛型。
英国管即F调双簧管、中音双簧管，比双簧管的音域低五度，音色比双簧管浓郁而苍凉。如德弗札克的《新世界交响曲》第二乐章主题和尚·西贝流士的交响诗《图奥内拉的天鹅》都是以英国管来演奏。英国管不是管弦乐队的基本乐器，只在表现特定情景时才用。
近似双簧管，有忧郁、梦幻且含蓄的情调。

## 歷史
英国管並非源自英国，而是源自1720年的西里西亞，原來有「天使管」（Engellisches Horn）的稱呼，但是「Engellisch」在當時也有「English」的意思，所以「天使管」一稱變成了「英國管」（English horn）。

## 外形及音色
現今的英國管大約長101.6厘米，管嘴成弧形插入管身；喇叭口為梨形，中部隆起。音質柔和、圓潤，比雙簧管更幽暗並帶有鼻音，音色比雙簧管低沉、含蓄，鼻音較重，缺少雙簧管歡愉、甜美的人格化音色，卻有著田園、回憶、夢幻的色彩。

## 演奏方法及記譜方法
鍵的數量、指法和發聲原理，都跟雙簧管相同，卻比雙簧管低五度，樂譜所標示的音比實際的音高1個五度。英國管的音域由E3到A5，最高可達至C6。
作為移調樂器，英國管使用高音譜號，但到20世紀中期起，部份作曲家如浦羅哥菲夫開始使用實音記譜來撰寫總譜時，英國管往往改用中音譜號，以避免低音區域要在五線譜上大量加上附加線（Ledger lines）。不過在分譜中則仍然保留使用高音譜號。

## 含有英国管独奏的乐曲
最早把英國管應用在管絃樂團的樂曲，是海頓於1764年創作的第22號交響曲（別名《哲學家》）。他將慣常使用的兩支雙簧管都換成英國管。直至1827年貝里尼的歌劇《海盜》(Il Pirata)，和1829年羅西尼的歌劇《威廉·泰爾》才再次出現。白遼士的《幻想交響曲》、《哈萊爾在意大利》、《羅馬嘉年華序曲》、《安魂曲》、清唱劇《基督的童年》等加入英國管後，才令英國管為人熟悉。
其他樂曲：
- 鮑羅定：《在中亞細亞的平原》、《韃靼舞曲》（《伊果王子》）
- 德布西：《夜曲》
- 德弗札克：第9號交響曲（《自新世界》第2樂章）
- 法朗克：D小調交響曲第2樂章
- 拉赫曼尼諾夫：合唱曲《鐘聲》、《交響舞曲》
- 拉威爾：G大調鋼琴協奏曲、《達夫尼與克羅伊》、《西班牙狂想曲》
- 雷斯畢基：《主降生的讚歌》、《羅馬之松》
- 林姆斯基-高沙可夫：《西班牙隨想曲》、《天方夜譚》
- 盧迪高：《阿蘭惠斯協奏曲》
- 蕭士達高維契：第8、10及11號交響曲
- 理察·史特勞斯：英雄的生涯
- 史特拉汶斯基：《春之祭》
- 柴可夫斯基：《羅密歐與茱麗葉序曲》、《胡桃鉗》
- 佛漢·威廉士：第5及6號交響曲
- 華格納：歌劇《崔斯坦與伊索德》
- 西貝流士：音诗《图奥内拉的天鹅》